# احمد بنی‌احمد
احمد بنی‌احمد یکی از نمایندگان تبریز در دروه ۲۴ مجلس شورای ملی (آخرین دور مجلس شورای ملی، قبل از انقلاب ۱۳۵۷) بود.
او از نمایندگان منتقد حکومت پهلوی بود و سخنرانیهای آتشینی در مخالفت با شرایط موجود ایراد می کرد.  
وی در تاریخ شفاهی ایران به کوشش حبیب لاجرودی میگوید:  
رابطۀ من با دولت هویدا از روز اول خراب شد. چون وقتی که این حرف را زدم که کارنامۀ دولت مردود است. دقیقاً عبارتی بود که هیچ‌وقت هویدا انتظارش را از آن مجلس نداشت.البته ایشان صورت ظاهر را خیلی حفظ می‌کرد. البته یک مقدار عوامل و اطرافیان خودش را برانگیخت به رفاقت و معاشرت با من که بعدها من درک کردم. من‎جمله مثلاً آدم‌هایی که اصلاً تناسخی با من نداشتند مثل آقایان (شاهین آقایان). در تهران به‌عنوان این‌که ایشان (شاهین آقایان) وکیل ارامنۀ آذربایجان هستند، مرکز آذربایجان، و من هم وکیل تبریز و یک مهمانی خیلی مفصل با حضور خلیفه و تشکیلات‌شان. بعد در آن‌جا ضمن صحبت‌ها، به تدریج من پی به رابطۀ شاهین آقایان و هویدا بردم.  